# Бродівська ратуша
Бродівська ратуша — це годинниковий павільйон («малий ратуш») або фахверкова вежа, що розташований на майдані Свободи в центрі міста Броди, що на Львівщині та належить до Бродівського історико-краєзнавчого музею.

## Історія

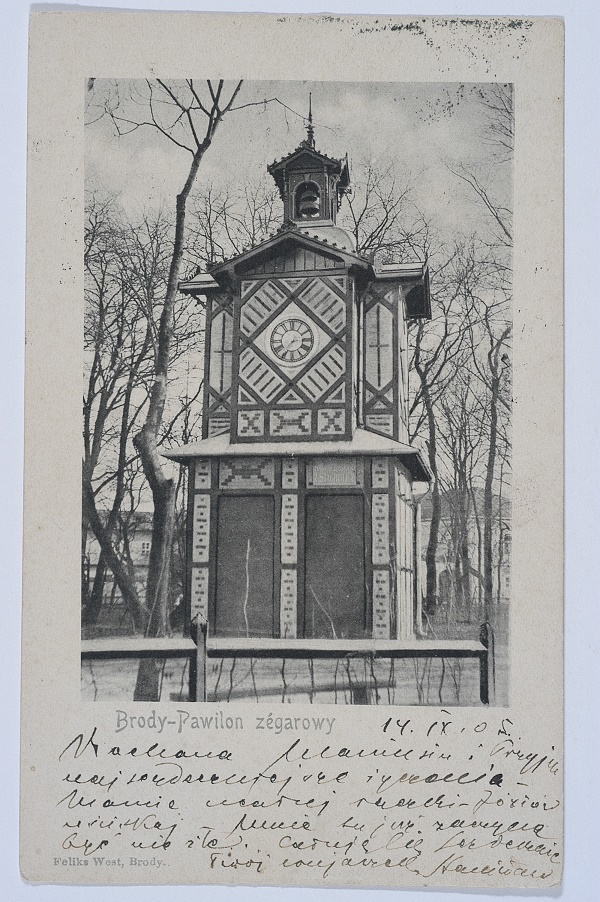
Малий ратуш до 1950 року

Перший бродівський годинниковий павільйон був споруджений на початку XX століття і був розташований у північно-західній частині міського парку Райківка, поблизу адміністративних споруд міста. Автор ідеї встановлення та архітектор, за проєктом якого будувалася споруда, на жаль, не відомі.
Встановлення міського годинника в цьому місці було зумовлено тим, що саме довкола парку на початку ХХ століття розміщувалось чимало різних установ, для яких знання точного часу було необхідним у роботі. Зокрема, з північного боку парку розташована будівля  Празького кредитного банку (тепер споруда РВ УМВС), зі сходу — військові казарми піхотного полку (нині на площі біля парку розташовані невеличкі торгові павільйони), із південного та південно-західного боку, на вул. Коженьовського (тепер вулиця Стуса), — будівля маґістрату, поліція та в'язниця на вул. Веселій; зі заходу — приміщення жіночої школи (нині — бродівська ЦРБ), повітове староство (будинок, в якому розміщений Бродівський історико-краєзнавчий музей). Неподалік були будівлі цісарсько-королівського повітового суду (педколедж), Торгово-промислової палати (початкова школа № 1), будівля гімназії та міський кінотеатр (районний Народний дім).
У 1950-х роках через аварійний стан споруди міська влада ухвалила рішення демонтувати годинниковий павільйон. Нині на тому місці розташовано міський фонтан.
2001 року було вирішено відновити годинниковий павільйон на майдані Свободи. Архітектори С. Цимбалюк, Б. Баран, С. Храпаль та інженер-конструктор Я. Римар розробили проєкт, згідно з яким під час проведення робіт із доброустрою центральної частини майдану споруджено точну копію годинникового павільйону. До святкування 920-ї річниці від першої писемної згадки Бродів на ратуші був вмонтований годинник, який виготовив та встановив львів’янин, кандидат фізико-математичних наук, доцент Львівського національного аграрного університету, майстер-годинникар Олексій Михайлович Бурнаєв.

## Архітектура
Початково ратуша-павільйон була триярусною. На першому поверсі містився магазин (кіоск) Владислава Коциана, де продавали солодощі та пресу. На другому поверсі ратуші розташовувався годинник, який показував час. Третій чотирикутний в плані ярус з арковими порізами завершувався шпилем. Тут містився дзвін, який точно відбивав час для годинника.